# 에벌리 (영화)
《에벌리》(영어: Everly)는 2014년 공개된 미국의 액션 스릴러 영화이다.

## 출연진
- 살마 하예크
- 아키에 고타베
- 라우라 세페다
- 제니퍼 블롱크
- 이가와 도고
- 개브리엘라 라이트
- 캐럴라인 치케지
- 와타나베 히로유키
- 옐레나 가브릴로비치
- 아이샤 아야마

## 기타 제작진
- 배역: 일레인 그레인저
- 미술: 온드레이 넥바실
- 세트: 미나 부리치
- 의상: 모미르카 바일로비치